# اریش کاهلر
اریش کاهلر (Erich Kähler) (16 ژانویه ۱۹۰۶–۳۱ می ۲۰۰۰)، یک ریاضی‌دان اهل آلمان بود که علایق گسترده‌ای در رشته‌های هندسه و فیزیک ریاضی داشت. وی اساس ریاضی مهمی را برای هندسه جبری و نظریه ریسمان ایجاد کرد.

## تحصیلات و زندگی
اریش کاهلر در لایپزیگ متولد شد و پسر ارنست کاهلر، یک مفتش تلگراف بود. او در کودکی پس از خواندن کتاب‌هایی دربارهٔ سون هدین که مادرش السا گوتش به او داده بود، دوست داشت که یک کاشف شود. کاهلر جوان به زودی علاقه خود در این زمینه را بر روی علم نجوم متمرکز کرد. او در دوران دبیرستان، یک تز ۵۰ صفحه‌ای دربارهٔ حساب کسری نوشت و امید داشت که ذریعه آن بتواند مدرک دکترا بگیرد. معلمان او اعتقاد داشتند که او ابتدا باید در دروس دانشگاه شرکت کند.
در سال ۱۹۲۴ کاهلر در دانشگاه لایپزیگ ثبت نام کرد. او نظریه گالوا را خواند، با امیل آرتین ریاضی‌دان آشنا شد و زیر نظر لئون لیختنشتاین به تحقیق پرداخت. کاهلر همچنین شیفته مکانیک سماوی بود؛ لذا تزی با عنوان «دربارهٔ وجود محلول‌های تعادلی مایعات در حال چرخش» که از راه حل‌های معینی از مسئله n-جسم به‌دست می‌آید، نوشت و دکترای خود را در سال ۱۹۲۸ دریافت کرد. او با کمک هزینه تحصیلی از Notgemeinschaft der Deutschen Wissenschaften، تحصیلات خود را در سال بعد در لایپزیگ ادامه داد. کاهلر همچنین در سال ۱۹۲۹، موفق به اخذ کمک هزینه دستیار پژوهشی از دانشگاه کونیگزبرگ شد. در سال ۱۹۳۰ کاهلر به دپارتمان ریاضیات دانشگاه هامبورگ پیوست تا تحت مدیریت ویلهلم بلاشکه کار کند و در آنجا، تیزی با عنوان «دربارهٔ انتگرال‌های معادلات جبری» نوشت. او یک سال در رم کار کرد تا با هندسه‌دانان ایتالیایی از جمله انریکس، کاستلنووو، لوی-سیویتا، سوری و سگره در سال‌های ۱۹۳۱–۱۹۳۲ کار کند. همین امر باعث شد تا او اثر تحسین‌شده‌اش را در مورد آنچه امروزه معیارهای کاهلر نامیده می‌شود، در سال ۱۹۳۲ منتشر کند. پس از یک سال اقامت در رم، کاهلر به هامبورگ بازگشت و تا سال ۱۹۳۵ در دانشگاه کونیگزبرگ ماند. سرانجام سال بعد، یک مقام استادی معمولی به او پیشنهاد داده شد. کاهلر در سال ۱۹۳۸ با همسر اول خود لوئیز گونتر ازدواج کرد.
کاهلر در سال‌های منتهی به جنگ جهانی دوم، از حامیان هیتلر و ناسیونالیزم آلمانی بود. وی اعلام کرد که در سال ۱۹۳۵ برای ارتش آلمان داوطلب شد، در سال ۱۹۳۷ در نیروی دریایی اشتراک کرد و در ۲۴ اوت ۱۹۳۹، قبل از حمله به پولیند، به ارتش پیوست. پس از استقرار در پایگاه زیردریایی سن نزایر در فرانسه تحت اشغال آلمان در اواخر جنگ، کاهلر توسط متفقین دستگیر شد و به کمپ اسیران جنگی در ایل دو رِ و سپس به کمپ دیگری در مولسان منتقل شد. کاهلر توانست به کمک فیزیک‌دان فرانسوی، فردریک ژولیوت کوری و ریاضی‌دان، الی کارتان، در این مدت ریاضیات بخواند و کتاب‌ها و مقالات ریاضی را دریافت کند. وی در طول دوران زندان خود مطالعات‌ش را ادامه داد و سرانجام در سال ۱۹۴۷ آزاد شد. کاهلر عنوان کرد که سوگندش به هیتلر (به عنوان یک کارمند دولتی) برای او مهم بود. دهه‌ها بعد در مصاحبهٔ با سنفورد سگال در سال ۱۹۸۸ او از رایش سوم پوزش خواست. در سال ۱۹۸۸ یک دانشجوی سابق راپور داد که کاهلر، بیرق نیروی دریایی نازی را در دفتر خود نگه داشته‌است.
کاهلر پس از آزادی به عنوان اسیر جنگی، به دانشگاه هامبورگ بازگشت تا در یک دوره دانشیاری موقت خدمت کند. او در سال ۱۹۴۸ کرسی استادی را در دانشگاه لایپزیگ پذیرفت و سمتی را بر عهده گرفت که با مرگ پل کوبی در سال ۱۹۴۵ همچنین خالی مانده بود. اما در همان سال، مقامات اشغال‌گر شوروی شروع به انتقال امور اداری در منطقه به رهبران کمونیست آلمان کردند و از اکتبر ۱۹۴۹ این منطقه، بخشی از آلمان شرقی تازه تأسیس شد. در دهه بعد، کاهلر از زندگی در آلمان شرقی به شدت احساس نارضایتی می‌کرد. سرانجام در سال ۱۹۵۸ تصمیم گرفت که آنجا را ترک کند تا برای تدریس به دانشگاه تکنیکی برلین برود. در آن‌جا او را به عنوان یکی از بزرگ‌ترین ریاضی‌دانان در قید حیات معرفی کردند که سخنرانی‌هایش با ۶۰۰ دانشجوی اینجینیری و علوم تکمیل ظرفیت می‌شد. کاهلر در سال ۱۹۶۴ به دانشگاه هامبورگ بازگشت تا سمتی را که با مرگ آرتین در سال ۱۹۶۲ خالی مانده بود، بر عهده بگیرد. همسر وی، لوئیز، در پی یک مریضی در سال ۱۹۷۰ درگذشت؛ لذا کاهلر با همسر دومش شارلوت شولتز که خانم برادرش بود و در نتیجه جنگ بیوه شده بود، ازدواج کرد. کاهلر تا زمان بازنشستگی در سال ۱۹۷۴ در دانشگاه هامبورگ خدمت کرد.
کاهلر پس از بازنشستگی به عنوان محقق، فعالیت کرد و تعدادی مقاله مهم در مورد مبانی فیزیک و گروه پوانکاره و همچنین تعدادی مقاله فلسفی نوشته نمود.

## دستاوردها
به عنوان یک ریاضی‌دان، کاهلر به دلیل تعدادی از دستاوردهایش شناخته شده‌است: قضیه کارتان-کاهلر در مورد راه حل‌های سیستم‌های دیفرانسیل تحلیلی غیرخطی؛ ایده متریک کاهلر در منیفلدهای مختلط؛ و دیفرانسیل‌های کاهلر که یک نظریه صرفاً جبری ارائه می‌دهند و عموماً در هندسه جبری به کار گرفته شده‌اند. در همه این‌ها، نظریه اَشکال دیفرانسیل نقش ایفا می‌کند. کاهلر به عنوان یکی از توسعه‌دهندگان اصلی این نظریه، از زمان پیدایش رسمی آن با همکاری الی کارتان به حساب می‌آید.
منیفلدهای کاهلر - منیفلدهای مختلط دارای متریک ریمانی و شکلی ساده، به طوری که این سه ساختار با یکدیگر سازگار هستند - به نام او نام‌گذاری شده‌اند.
سطح K3 با الهام از نام کومر، کاهلر و کودایرا نام‌گذاری شده‌است. اثر قبلی کاهلر در مورد مکانیک سماوی بود. وی یکی از پیشروان «نظریه طرح» بود، اگرچه ایده‌های او در مورد این نظریه هرگز به‌طور گسترده پذیرفته نشد.